# Biotechnology Innovation Organization
La « Biotechnology Innovation Organization » (BIO), basée à Washington est la plus grande association de lobbying et de défense des intérêts des industries du secteur des biotechnologies,.
Fondée en 1993 sous le nom de Biotechnology Industry Organization, elle s'est rebaptisée  Biotechnology Innovation Organization, sans changer son acronyme (lequel peut entretenir une confusion dans le public avec le secteur de l'agriculture bio ou le Label d'agriculture biologique), le 4 janvier 2016 .
En 2017, elle défendait ou promouvait plus de 1 100 entreprises de biotechnologie et prestataires de services des secteurs médical, agricole, environnemental et industriel ainsi que quelques écoles et centres de recherche en biotechnologie et des organisations connexes, aux États-Unis et dans plus de 30 autres pays. Beaucoup des entreprises membres de cette association commerciale sont des start-up ; Selon un rapport de Thomas et Wessel commandé par la BIO : en 2015, plus de 90 % de l'industrie biopharmaceutique est composée de petites entreprises émergentes « leur capacité d'accéder à des capitaux et de former des alliances stratégiques » est donc au cœur de leur succès. Bio promeut dans le domaine des biotechnologies, y compris médicales, le dépôt de brevet, la vente de licences et les transferts technologiques, comme source de revenus et de motivation pour les chercheurs, les laboratoires et les universités, mais certains juristes contradicteurs à cette approche constatent qu'une augmentation de l'activité de brevetage par les universités y a entraîné une augmentation des frais juridiques d'un montant tel qu'il remet en question l'avantage social global du brevetage universitaire quand d'autres comportements sont pris en compte.

## Activités

### Conférence internationale annuelle
Cet événement, qui peut durer 4 jours, a lieu chaque année aux États-Unis et propose des activités de réseautage, de développement et de partenariats commerciaux. Il est présenté comme essentielles à ce secteur industriel, où le développement de produits demande beaucoup de temps et de ressources, et où les risques financiers et réglementaires sont élevés. Selon la BIO, il s'agit du « plus grand rassemblement mondial de l'industrie de la biotechnologie, incluant des réunions d'investisseurs et de partenaires de premier plan organisées dans le monde entier ».
En 2021, la conférence s'est faite virtuelle, en raison des restrictions et confinements dus  à la pandémie de COVID-19.

### Pressions, lobbying
BIO est connue pour son lobbying intense et parfois agressif, par exemple pour renforcer les droits de propriété intellectuelle (en lien avec le brevetage du vivant notamment, pour défendre le glyphosate et le Roundup de Monsanto, pour faire admettre la mise sur le marché des OGM produits par l'industrie alimentaire et agroalimentaire sans les étiqueter comme tels.
Sur son site internet, Bio propose à ses lecteurs de devenir « un défenseur de la biotechnologie » en entrant dans son programme BioAction pour « façonner des politiques qui favorisent l'innovation » (en 2022, Contactez directement les décideurs politiques via l'outil facile à utiliser de BIO et faites entendre votre voix peut-on lire sur le site ; BioAction encourage ses supporters à contacter les fonctionnaires fédéraux ou étatiques et à partager leurs points de vue par e-mail et téléphone).
BIO a notamment fait pression sur les administrations et des élus afin de favoriser le développement des agrocarburants et des biocarburants tels que ceux produits à partir d'algues mais aussi à partir de cultures génétiquement modifiées, et pour favoriser des processus réglementaires plus prévisibles et favorables aux  nouveaux aliments et produits pharmaceutiques.
BIO a aussi œuvré pour faire modifier le Code des impôts en y introduisant une exception aux règles de perte passive pour les investissements dans les petites entreprises de recherche de haute technologie, pour d'inclure les vaccins contre la grippe saisonnière dans la définition des vaccins imposables, et pour étendre le programme de projets de découverte thérapeutique éligible (qui est devenu une loi en 2010),.
A titre d'exemple, 
- En 2017, avec PhRMA, et MIWG, deux autres groupes de pression industriels, BIO a lancé une pétition visant à bloquer indéfiniment, jusqu'à ce que la controverse soit résolue, un règlement prévu par la FDA[19]
- en 2018, BIO aurait dépensé 9,87 millions de dollars rien que pour faire pression sur le gouvernement des États-Unis[20].

### Alliances
BIO s'allie parfois à d'autres instances de lobbying.
Par exemple : 
- Pour la remise annuelle du prix décerné par BIO, en juin 2013, BIO s'est associé à la Coalition of Small Business Innovators pour intensifier ses pressions sur le gouvernement américain afin qu'il modernise le code fiscal américain ...« pour reconnaître et promouvoir l'innovation des petites entreprises comme fondamentale pour la croissance à long terme de l'économie américaine »[21].
- La Biotechnology Innovation Organization est devenu membre de l'Alliance to feed the future, une organisation de promotion de l'industrie alimentaire qui est un "réseau parapluie" se présentant comme voulant « sensibiliser et améliorer la compréhension des avantages et de la nécessité de la production et des technologies alimentaires modernes afin de répondre à la demande mondiale »[22].

### Défense de l'image de l'industrie
Répondant à des critiques faites au secteur biopharmaceutiques, BIO a lancé en 2019 une campagne "Right Mix Matters" lancée qui promeut la diversité au sein de la direction des entreprises biopharmaceutiques, y compris l'évaluation continue des mesures de diversité (genre, race, origine ethnique, orientation sexuelle) et la fourniture d'outils en ligne visant à aider les entreprises à atteindre les objectifs de diversité cibles.

## Organisation, gouvernance

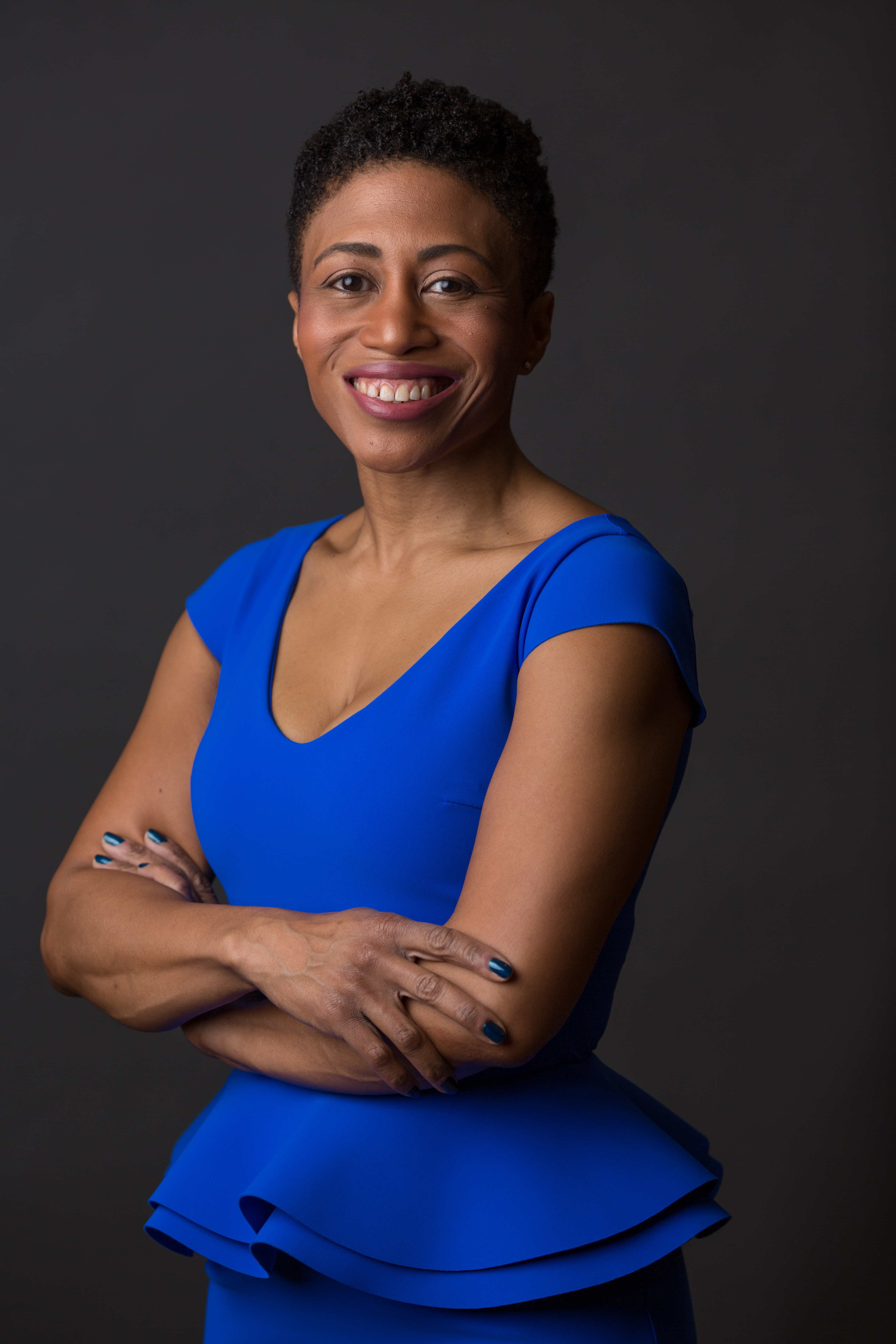
Michelle McMurry-Heath (Médecin et immunologiste moléculaire) a été nommée présidente de la BIO le 1er juin 2020. Elle succède à deux hommes

L'organisation comprend 4 sections :
1. Entreprises de biotechnologie émergentes ;
2. Santé Biotechnologie ;
3. Agriculture & Environnement ;
4. Biotechnologie alimentaire et agricole

### Membres
Les membres de BIO comprennent des entreprises qui fabriquent des médicaments pharmaceutiques, des biocarburants, des enzymes industrielles des OGM et des cultures génétiquement modifiées.
Certaines grandes entreprises y sont présentes via plusieurs de leurs filiales (ex : Bayer (qui a absorbé Monsanto) était représenté en sept 2022 au sein de la Biotechnology Innovation Organization par Bayer AG (Wuppertal, Allemagne), Bayer Pharma AG (Berlin, Allemagne), Bayer Consumer Care (Whippany,	New-Jersey), Bayer Corporation	Tarrytown (New-York), Bayer CropScience, Inc. (Research Triangle Park, Caroline-du-Nord), Bayer HealthCare	(Pittsburgh	Pennsylvanie), et Bayer Yakuhin, Ltd. (Osaka) 
En 2016, BIO, selon une évaluation interne, représentait environ 1 100 entreprises de biotechnologie dans les 50 États américains, employant 1,61 million d'Américains et soutenant directement ou indirectement  3,4 millions d'autres emplois.
En Septembre 2022, sept entreprises françaises y étaient affiliées:
- Business France (l'agence nationale au service de l'internationalisation de l'économie française, basée à Paris ; www.businessfrance.fr) ;
- Genopole (Évry ; www.genopole.fr) ;
- INSERM-TRANSFERT	(Paris ; www.inserm-transfert.fr) ;
- Lysogene (Neuilly-sur-Seine ; www.lysogene.com) ;
- Nanobiotix (Paris ; www.nanobiotix.com) ;
- Transgene (lllkirch-Graffenstaden www.transgene.fr) ;
- Valneva SE (Saint-Herblain, Pays de la Loire ; valneva.com).

### Présidence
BIO a été créé en 1993 à Washington avec Carl B. Feldbaum comme président de la fondation de BIO (jusqu'à sa retraite en 2004).
Il a été remplacé par James C. Greenwood (membre du Congrès) qui a occupé les postes de président et chef de la direction de 2005 à 2020.
Après 15 ans de présidence par Greenwood, Michelle McMurry-Heath a été nommée présidente et chef de la direction en 2020[Depuis quand ?] .
| Identité                    | Période          | Période          | Durée           |
| Identité                    | Début            | Fin              | Durée           |
| --------------------------- | ---------------- | ---------------- | --------------- |
| Michelle McMurry-Heath (en) | 1er juin 2020    | 1er octobre 2022 | 2 ans et 4 mois |
| Rachel K. King (d)          | 1er octobre 2022 |                  |                 |

## "Biotechnology Heritage Award"

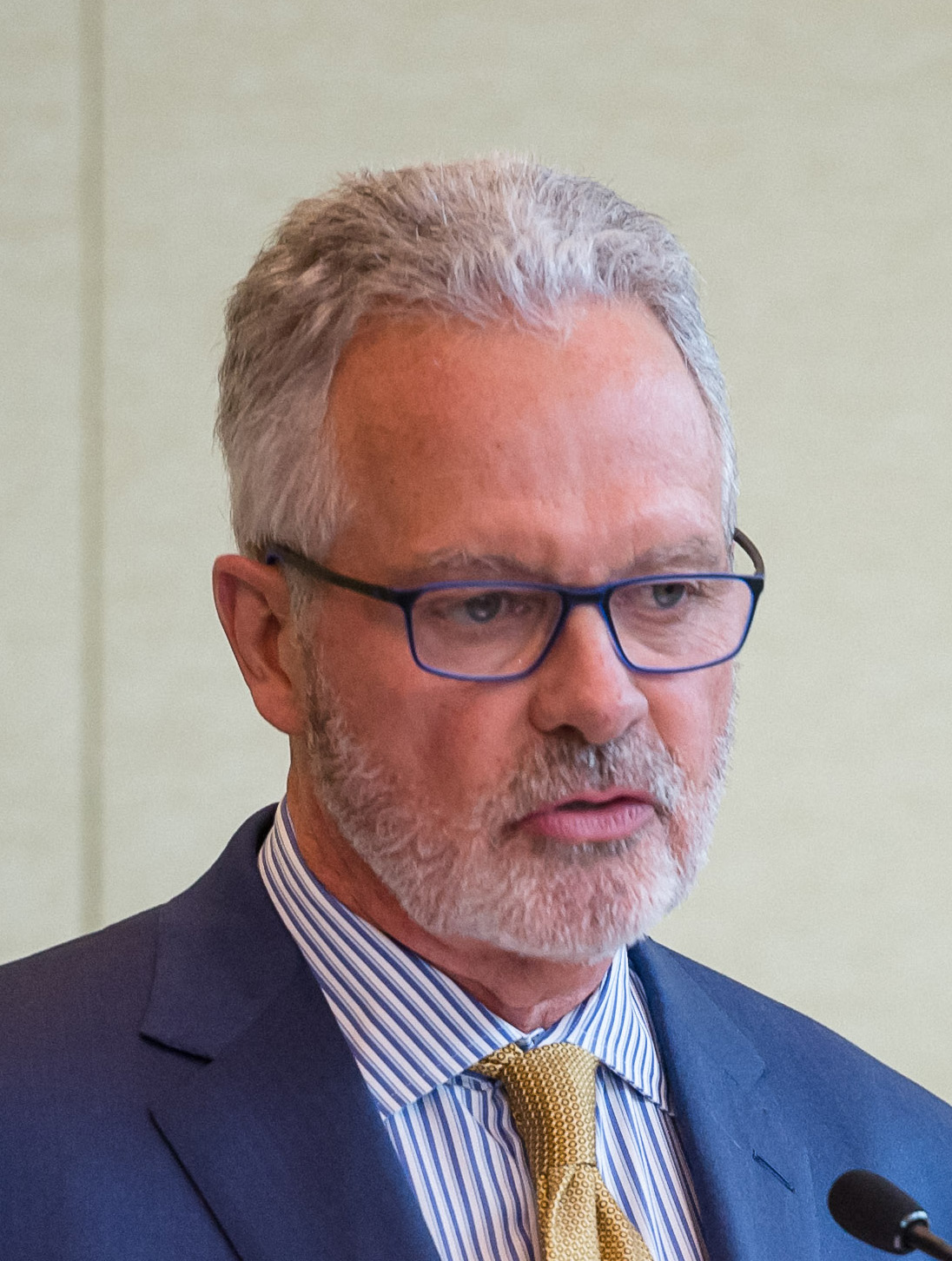
A titre d'exemple, William Rastetter (biochimiste, entrepreneur et capital-risqueur, président de Neurocrine Biosciences, de Fate Therapeutics et de Daré Bioscience, Inc. à San Diego, en Californie) a reçu le prix Biotechnology Heritage Award le 4 juin 2018 lors de la convention de la Biotechnology Innovation Organization

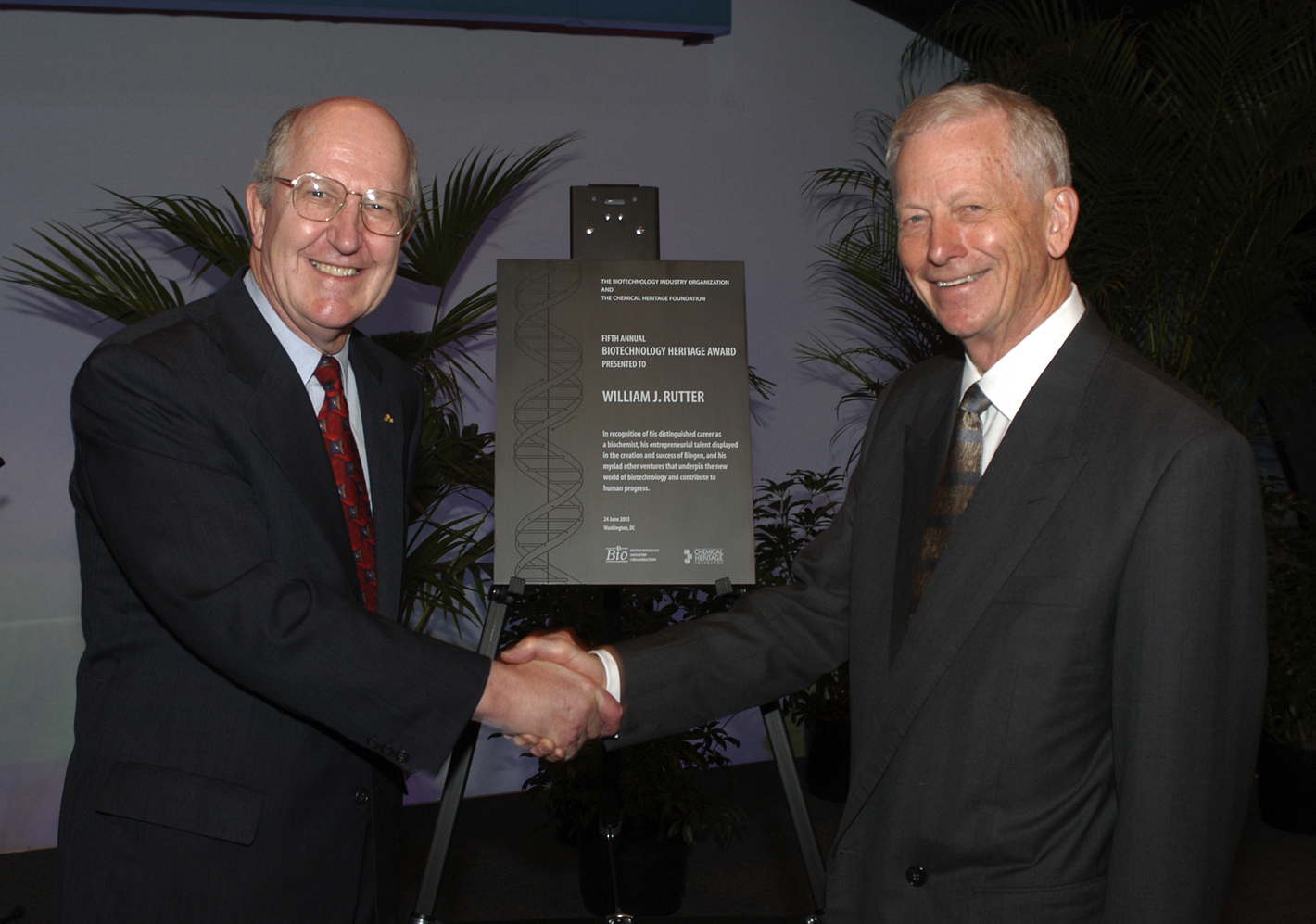
Photographie du biochimiste William Rutter (à droite), cofondateur de Chiron Corporation et ancien directeur de l'Institut de recherche sur les hormones de l'université de Californie), recevant le Biotechnology Heritage Award 2003 des mains d'Arnold Thackray (directeur de la Fondation américaine du Chemical Heritage Foundation) lors d'un petit-déjeuner plénier au cours de la convention annuelle de 2003, à Washington

Le Biotechnology Heritage Award est un prix annuel remis lors de la convention de la Biotechnology Innovation Organization avec l'Institut d'histoire des sciences (anciennement Chemical Heritage Foundation), pour récompenser des personnes ayant significativement contribué au développement du secteur des biotechnologies par la découverte, l'innovation et/ou la compréhension du public.